# شورای حکام آژانس بین‌المللی انرژی اتمی
شورای حکام آژانس بین‌المللی انرژی اتمی (انگلیسی: Board of Governors of the International Atomic Energy Agency) به همراه مجمع عمومی اعضا، ارکان سیاست‌گذاری در آژانس بین‌المللی انرژی اتمی محسوب می‌شوند. این شورا ۳۵ عضو دارد و پنج بار در سال (در ماه‌های مارس و ژوئن، دو بار در سپتامبر، پیش و پس از جلسه مجمع عمومی و در دسامبر) تشکیل جلسه می‌دهد.

## اعضای شورای حکام
هر عضو در شورای حکام یک رأی دارد. ۱۳ عضو از اعضای شورای حکام از سوی شورای حکام قبلی انتخاب می‌شوند و معمولاً شامل کشورهای توسعه‌یافته در زمینهٔ انرژی هسته‌ای هستند. ۲۰ عضو بنا به سهمیه منطقه‌ای و از سوی مجمع عمومی انتخاب می‌شوند:
| گروه منطقه‌ای                        | سهمیه |
| ----------------------------------- | ----- |
| آمریکای لاتین                       | ۵     |
| اروپای غربی                         | ۴     |
| اروپای شرقی                         | ۳     |
| آفریقا                              | ۴     |
| خاورمیانه و آسیای جنوبی             | ۲     |
| آسیای جنوب شرقی و حوزه اقیانوس آرام | ۱     |
| شرق دور                             | ۱     |
| جمع                                 | ۲۰    |

دو عضو دیگر نیز به صورت چرخشی و از بین کشورهای در حال توسعه برگزیده می‌شوند.
برای دورهٔ ۲۰۲۵–۲۰۲۴، ۳۵ عضو شورای حکام آژانس بین‌المللی انرژی اتمی به شرح زیر خواهد بود: الجزایر، آرژانتین، ارمنستان، استرالیا، بنگلادش، بلژیک، برزیل، بورکینافاسو، کانادا، چین، کلمبیا، اکوادور، مصر، فرانسه، گرجستان، آلمان، غنا، هند، اندونزی، ایتالیا، ژاپن، جمهوری کره، لوکزامبورگ، مراکش، هلند، پاکستان، پاراگوئه، روسیه، آفریقای جنوبی، اسپانیا، تایلند، اوکراین، بریتانیا و ایرلند شمالی، ایالات متحده آمریکا و ونزوئلا.